# 96 Aegle
A 96 Aegle a Naprendszer kisbolygóövében található aszteroida. Jérôme Eugène Coggia fedezte fel 1868. február 17-én.